# Skorpios
Skorpios (en grec moderne : Σκορπιός) est une petite île privée située sur la mer Ionienne à l'est de Leucade et en face du village de Nydrí, en Grèce.
Administrativement, elle fait partie de la municipalité de Meganisi dans l’unité régionale de Leucate.

## Histoire
Elle était la propriété du plus célèbre armateur grec, Aristote Onassis. Après avoir en vain eu l'ambition de devenir propriétaire de l'île d'Ithaque, il a acheté Skorpios en 1962 pour l'équivalent de 11 000 euros. Il s'agissait alors d'une terre aride avec une maison de stuc rose, une chapelle en pierre et un pressoir en ruines, construits à la fin du XIXe siècle par les frères Mavridi. Aristote Onassis lance des travaux qui durent cinq ans : deux maisons d'hôtes et une ferme sont construites, une plage privée est créée, six kilomètres de routes sont tracés et des arbres et des fleurs sont plantés. C'est sur cette île qu'il s'est marié avec Jacqueline Kennedy le 20 octobre 1968 ; elle décore ensuite les pièces selon son goût. Afin de se prémunir contre l'intrusion de photographes, il sécurise les alentours de l'île (ce qui n'empêche pas en 1971 un paparazzi de prendre des photos de l'ex-Première dame nue et de les vendre à la presse). Aristote Onassis, sa sœur Artémis et ses deux enfants, Alexandre et Christina, sont enterrés sur l'île. Après la mort d'Aristote Onassis, sa fille Christina engage des décorateurs pour enlever toute trace du passage de Jackie Kennedy, fait creuser une piscine (alors que son père s'y était toujours opposé) et rachète les parts de sa belle-mère ; elle y donne également de grandes fêtes. Athina, la fille unique de Christina, hérite de l'île à la mort de sa mère en 1988 mais elle s'y attache moins que ses ancêtres.
Skorpios a été achetée en 2013 par Ekaterina Rybolovleva, fille de l'oligarque Dmitri Rybolovlev, pour 100 000 000 £ à Athina Onassis Roussel, petite-fille et dernière descendante vivante de l'armateur, même si Aristote Onassis avait interdit que l'île fût vendue, prévoyant dans son testament que si ses descendants ne pouvaient en assurer l'entretien, elle serait léguée à l'État grec.